# Blur (Computerspiel)
Blur ist ein im Mai 2010 für Windows, Playstation 3 und Xbox 360 veröffentlichtes Arcade-Rennspiel, das von Bizarre Creations entwickelt und von Activision auf den Markt gebracht wurde.
Es verbindet lizenzierte Autos mit fiktiven Elementen wie Power-Ups, während des Rennens aufnehmbare Objekte, die dem Fahrer Vorteile verschaffen. Das Spielprinzip kann daher mit Spielen der Mario-Kart-Reihe verglichen werden.

## Spielprinzip

### Allgemein
Das Spiel ist ein sogenannter Arcade-Racer, also eine Kombination aus einem klassischen Rennspiel mit unrealistischen, actionreichen Elementen. Zentrales Element des Spiels sind die sogenannten Power-ups. Dies sind spezielle Gegenstände, die von den Fahrzeugen im Rennen aufgesammelt werden können und dem Fahrer verschiedene Vorteile bieten. Es gibt insgesamt acht verschiedene Power-Ups:
- Zielsuchende Rakete
- Nitroboost
- Blitzsalve
- Abräumer (kreisförmiger Schub, der Fahrzeuge in unmittelbarer Nähe beschädigt)
- Elektroschock
- Mine
- Reparatur
- Schutzschild

### Rennmodi
In Rundkursrennen tritt der Fahrer gegen 9 bis 19 Fahrer an, das Ziel ist, Erster zu werden. Es stehen die obigen Power-Ups zur Verfügung.
Duelle sind eine Form der Rundkursrennen, bei denen man nur gegen einen Fahrer antritt. Beide Fahrer treten mit dem gleichen Automodell an, es besteht keine freie Fahrzeugwahl. Das Ziel ist wie beim Rundkursrennen, Erster zu werden, allerdings gibt es die Besonderheit, das eine Demolierung des Gegners sofort zum Sieg führt.
Beim Zeitfahren ist der Spieler allein auf der Strecke und muss eine bestimmte Zahl an Checkpoints durchfahren, bevor die Zeit abläuft. In diesem Rennmodus gibt es nur zwei Power-Ups: Den Nitroboost und Stoppuhren, die die Restzeit des Spielers etwas erhöhen.
Bei Zerstörungsrennen übernimmt der Spieler die Rolle eines Jägers, dessen Aufgabe es ist, Fahrzeuge, die vor ihm herfahren, abzuschießen. Wird ein gegnerisches Fahrzeug zerstört, schließt es rückwärts ein Power-Up ab, entweder einen Blitz, eine Mine oder eine Rakete. Dem Spieler stehen als Waffe ausschließlich Blitze zur Verfügung.
Team-Rennen stehen im Mehrspielermodus zur Auswahl und sind Rundkursrennen, bei denen zwei Teams gegeneinander antreten.

### Einzelspieler
Im Karrieremodus sind Rennen in der Schwierigkeit aufsteigenden Klassen zu absolvieren. Dabei kann man durch seine Fahrweise sogenannte „Fans“ gewinnen, mit denen weitere Autos freigeschaltet werden. Für die Freischaltung von Rennen gibt es die sogenannten „Blinklichter“. In jedem Rennen kann der Spieler maximal sieben Lichter gewinnen. Fünf davon erhält man für seine Platzierung, eins erhält man, wenn man eine bestimmte Fan-Anzahl und eins erhält man für das Absolvieren eines „Fan-Sprints“. Ein Fan-Sprint besteht aus einer Reihe von Kontrollpunkten, die innerhalb einer bestimmten Zeit durchfahren werden müssen.
Es gibt insgesamt neun „Champions“, jeder von ihnen kontrolliert eine Gruppe von Events. Beginnt man, an einer Serie eines Champions teilzunehmen, stellt dieser vier Herausforderungen (z. B. das Erreichen einer bestimmten Zahl an Fans oder Lichtern oder das Meistern spektakulärer Fahrmanöver). Wenn der Spieler alle Herausforderungen eines Champions geschafft hat, kann er ihn zum Duell herausfordern.
Die Champions sind deutlich schwerer zu besiegen als die anderen KI-Gegner, da sie über eine vergleichsweise kurze Reaktionszeit und gesteigerte Aggressivität verfügen. Gewinnt der Spieler, erhält er dessen Auto und eine Modifikation. Modifikationen verstärken oder kombinieren den Effekt von Power-Ups.
Des Weiteren sind im Karrieremodus diverse fiktive Soziale Netzwerke vorhanden, mittels derer man sich über die Rennen informieren kann.

### Mehrspieler
Blur bietet Wettkämpfe, die an einer Konsole mit bis zu vier Spielern via Split Screen ausgetragen werden können oder online mit maximal 20 Teilnehmern. Die Spielmodi reichen von Rennen ohne Powerups, über reine Zerstörungsveranstaltungen bis hin zu sogenannten Poweruprennen. Die Spieler können selbst Mehrspielermodi erstellen und diese im spieleigenen Social Network verteilen.

## Fahrzeuge
Blur beinhaltet 40 unterschiedliche Fahrzeuge, die in vier Klassen (Gruppe A–D) aufgeteilt sind. Manche Fahrzeuge gibt es in verschiedenen Ausführungen:
| Fahrzeugliste               |                              |                                        |                                   |
| Gruppe D                    | Gruppe C                     | Gruppe B                               | Gruppe A                          |
| AC Schnitzer ACS1 Coupe     | Audi TTS Coupe               | BMW Concept 1 Series Tii (Rennversion) | Audi R8                           |
| Audi S3                     | BMW M3 E92                   | BMW M3 E92 (Driftversion)              | Chevrolet Camaro SS (Dragversion) |
| BMW Concept 1 Series Tii    | Chevrolet Camaro SS          | BMW X5                                 | Corvette C3 (Rennversion)         |
| Chevrolet Camaro            | Foose 69' Camaro             | Bowler Nemesis                         | Dodge Challenger (Rennversion)    |
| Chevrolet Camaro (Rat)      | Ford Bronco                  | Chevrolet Corvette ZR1                 | Dodge Viper GTSR                  |
| Dodge Challenger SRT8       | Ford F-100                   | Chevrolet HHR                          | Dodge Viper Venom                 |
| Foose Stallion Ford Mustang | Ford F-150 SVT Raptor        | Corvette C3 (Rat)                      | Ford FR-100                       |
| Ford Focus RS               | Ford Shelby GT500            | Dodge Challenger (Getunt)              | Ford Mustang GT-R Concept         |
| Land Rover Defender SVX     | Hummer H2                    | Dodge Viper ACR                        | Ford Transit Supervan             |
| Nissan 350Z Nismo           | Land Rover LRX               | Ford F-100 (Offroad)                   | Koenigsegg CCX-R                  |
| Nissan Navara               | Nissan 350Z (Straßenversion) | Ford Focus RS (Rennversion)            | Nissan Skyline GT-R Nismo         |
| Rat Rod                     | Nissan Navara Rat            | Ford GT                                | Opel Astra Extreme                |
| Renault R230                | Toyota Supra (Getunt)        | Lotus Exige Cup 260                    | Renault Megane Trophy             |
| Toyota Supra                | VW Beetle (Offroad)          | VW Golf W12 650                        | Vauxhall Monaro VXR               |
| VW Beetle                   |                              | VW Scirocco                            |                                   |

## Rezeption

### Bewertung durch Spielemagazine
Metacritic aggregiert für die PC-Version 86, für die PS3-Version 83 und für die Xbox-360-Version 82 von 100 Punkten auf Basis mehrerer Rezensionen. Critify hingegen gibt je 84 % für die PS3- und Xbox-360-Version an.
Der bei Blur im Vordergrund stehende Mehrspielermodus wurde 2010 von InsideGamingDaily für die Wahl des besten Multiplayers nominiert.

### Verkaufszahlen
In den USA wurden in der ersten Woche rund 31.000 Einheiten des Spiels verkauft. Verkaufszahlen für Europa sind nicht bekannt. Im Vergleich zu dem fast zeitgleich erschienenen Split Second waren die Umsätze aber deutlich geringer. Die mäßigen Verkaufszahlen waren aber ein Grund für die Schließung des verantwortlichen Entwicklerstudios Bizarre Creations Ende 2012. Im Rückblick wird vom Hauptentwickler nicht ausreichendes Marketing als Ursache für die geringen Verkaufszahlen genannt.
Die Gesamtverkäufe zum 17. August 2013 lagen bei 1,16 Millionen Exemplaren.

## Nachfolger
Es war eine Fortsetzung für Blur geplant, welche eingestellt wurde, als das Studio (Bizarre Creations) von Activision geschlossen wurde. Eine neue Engine befand sich zu diesem Zeitpunkt schon in Entwicklung. Nach einiger Zeit wurden Work-in-Progress-Videos der geplanten Fortsetzung im Internet veröffentlicht, von denen eines ein Rennen auf der Brighton-Strecke von Blur zeigt, bei dem ein Regenschauer hinzugefügt wurde. In einem weiteren Video ist ein Ultima GTR zu sehen, der einer Lawine entkommt. Ein anderes zeigt einen Audi R8 auf einer Strecke in Dubai, bei dem die Möglichkeit gezeigt wird, vorübergehend an der Seite eines gebogenen Gebäudes zu fahren. Ebenfalls im Internet veröffentlicht wurden Dateien, die eine frühe ausführbare Version des geplanten Spiels beinhalteten. Die Dateien wurden Ende 2010 erstellt und beinhalten teilweise die Inhalte, welche in den Work-in-Progress-Videos gezeigt wurden. Der Titelbildschirm dieser Version beinhaltet den Schriftzug blur 2.
Am 25. Oktober 2013 erschien mit Blur: Overdrive ein Nachfolger für Android, am 1. November im selben Jahr erschien er für iOS. Blur: Overdrive ist ein Top-Down-Arcade-Rennspiel, das dem Spielprinzip von Blur ähnelt. So sind z. B. alle acht Power-Ups aus dem Vorgänger enthalten. Für das Spiel sicherte sich Entwickler Marmalade die Rechte am Blur-Franchise von Activision. Zur Steuerung auf dem Touchscreen werden ein virtuelles Joypad, ein schwebendes Lenkrad und ein Schieberegler angeboten.